# Gijsbert Franco von Derfelden van Hinderstein
Gijsbert Franco baron von Derfelden van Hinderstein (Utrecht, 12 juli 1783 - Utrecht, 17 mei 1857), heer van Hinderstein en Snellenburg, was een cartograaf. Zijn naam werd tot voor kort voornamelijk verbonden met twee gedrukte kaarten: de Kaart van de Rivier de Lek Benedendams... (1824) en de Algemeene Kaart van Nederlandsch Oost-Indië (1842).

## Biografie
Zijn vader was Friedrich Johann baron von Derfelden (1744-1808), een uit Estland afkomstige officier van Baltisch-Duitse adel die op twaalfjarige leeftijd dienst nam in het Staatse leger, zijn moeder was Wilhelmina Elisabeth Henriette van Flodorp (1748-1823), dochter van een predikant uit Meerssen bij Maastricht. Von Derfelden trouwde in 1809 met Adriana Machteld Lycklama à Nijeholt, dochter Mr. dr. med. Jacobus Egbertus Lycklama à Nijeholt, Stadsdokter, apotheker en baljuw te IJsselstein en Machteld den Beer Poortugael. Het huwelijk bleef kinderloos en zijn vrouw stierf in 1840.
Zijn oudtante van moederszijde Jacoba Guitton verwierf de nalatenschap van Gijsbert Franco de Milan Visconti, de laatste telg uit een familie van tafelhouders; leden van deze familie bekleedden in de achttiende eeuw verschillende belangrijke functies in de Stad en de Staten van Utrecht. Door aan de naam De Milan de naam Visconti toe te voegen wilde men het doen voorkomen dat de familie afstamde van het oude Noord-Italiaanse adellijk geslacht. Tot zelfs in het familiewapen werd de ‘Biscione’ (de mens verorberende slang)  overgenomen.                             
Bij fidei commis kwam de nalatenschap na de dood van zijn moeder in 1823 in handen van Von Derfelden. Tot de erfenis behoorden als onroerende goederen een viertal huizen in de stad Utrecht, twee buitenplaatsen, vijf boerderijen en een aantal losse kavels aan landerijen in de provincie Utrecht. Met een korte onderbreking woonde Von Derfelden van 1809 tot 1843 op zijn buiten 'Snellenburg' te Benschop bij IJsselstein. Daar was het dat hij zijn cartografische hobby op professionele wijze beoefende.
In 1815 werd hij door koning Willem I als een van de acht adellijke personen van buitenlandse herkomst benoemd tot lid van de Ridderschap van Utrecht; namens dit instituut werd hij in 1829 gekozen in de Provinciale Staten van Utrecht. In 1823 werd hij op eigen verzoek benoemd tot Kamerheer des Konings in buitengewone dienst. Wegens zijn diensten aan het land bewezen door het vervaardigen van de Algemeene Kaart van Nederlandsch Oost-Indië werd hij in 1837 benoemd tot Ridder in de Orde van de Nederlandse Leeuw.
Vanaf zijn jonge jaren hadden de wiskunde en de geografie zijn grote interesse. Hij verzamelde eigentijds kaartmateriaal van de hele wereld, was geabonneerd op binnen-en buitenlandse tijdschriften over geografie en hydrografie, en was lid van enige wetenschappelijke genootschappen: 
- vanaf enige maanden na de oprichting van de Société de Géographie de Paris in 1821 corresponderend lid van dat instituut;
- vanaf 1832 lid van het Provinciaal Utrechts Genootschap van Kunsten en Wetenschappen.
- vanaf 1836 corresponderend lid van het Bataviaasch Genootschap van Kunsten en Wetenschappen.

Na zijn dood werd in 1858 zijn bibliotheek geveild; de catalogus bevatte 2299 kavels en was op dat moment een van de grootste verzamelingen aan boeken over geografie, contemporaine atlassen en kaarten in Nederland.
Von Derfelden was bevriend met ex-gouverneur-generaal Van der Capellen, die waarschijnlijk op Von Derfeldens voordracht in 1827 als membre de la Société de Géographie werd toegelaten. Van der Capellen leverde ook een belangrijke bijdrage aan de Algemeene Kaart van Nederlandsch Oost-Indië (1842). Bij zijn reizen naar Parijs heeft Van der Capellen ook een aantal malen namens Von Derfelden post meegenomen voor de Société de Géographie. Er zijn aanwijzingen dat Von Derfelden en Van der Capellen ca.1830 hebben overwogen om een nieuwe kaart van Japan te vervaardigen. Daarvan is echter niets gekomen.
Naast zijn cartografische activiteiten hield Von Derfelden zich bezig met geografische kwesties van allerlei aard, bijvoorbeeld de grens tussen Europa en Azië, de bronnen van de Nijl en de standaardisering van de nulmeridiaan. Over deze en dergelijke zaken correspondeerde hij met de Société te Parijs.